# Creel
Creel, è un paese dello Stato di Chihuahua, in Messico, nella municipalità di Bocoyna a 175 km dalla capitale regionale Chihuahua.
È situata all'altezza di 2.340 m. alle pendici della Sierra Madre Occidentale e fa parte, dal 2007, del programma Pueblos Mágicos del Messico. 

## Storia
Il borgo denominato "Stazione di Creel", o semplicemente "Creel", è stato fondato il 26 maggio 1907, in quello che era una fattoria Rarámuri chiamata Nariachi. La cittadina prende il nome da Enrique C. Creel, (1854-1931), governatore di Chihuahua, dal 1904 al1 910, che diede massimo impulso alla costruzione di ferrovie nello Stato di Chihuhahua. Oggi fa parte del comune di Bocoyna.
Nata inizialmente come stazione ferroviaria terminale, sulla linea che oggi, partendo dalla città di Chihuahua, attraversa la Sierra Madre e termina al porto di Topolobampo, nello Stato di Sinaloa, anche se nei primi anni di funzionamento terminava a Creel. Questa linea ferroviaria, che congiunge Chihuahua all'Oceano Pacifico, in passato era conosciuta col nome "Kansas City, Messico e Oriente" e per molti anni si concludeva proprio a Creel.  Solo negli anni sessanta del XX secolo è stata completata fino allo sbocco al mare. Nel 2007 Creel è stata nominata "Pueblo Magico", dal Ministero del Turismo quando ha soddisfatto i requisiti, come la storia, le tradizioni e un luogo attraente per il turismo.

## Attualità
Creel è oggi un'importante stazione turistica del Messico, grazie al clima temperato, che la rende gradevole stazione di soggiorno in estate, ed a copiose precipitazioni nevose che rendono possibile praticarvi gli sport invernali. Sono presenti numerose strutture ricettive, come hotel e ristoranti. Le lingue più parlate sono lo Spagnolo e il Rarámuri tra la popolazione dei Tarahumara-Rarámuri. Dopo la fine della pandemia di COVID-19, dal 2022, il ritorno in massa dei turisti, ha provocato oltre all'aumento indiscriminato dei prezzi, anche aumento della presenza di decine di cani randagi, (fino a qualche anno fa quasi del tutto inesistenti), alimentati in maggior parte dai turisti, questo sta provocando un problema di salute pubblica nel paese, attualmente, le autorità non stanno facendo assolutamente nulla per risolvere questo problema.

## Divisioni amministrative
Creel appartiene al municipio di Bocoyna è quindi una sua frazione, il sindaco e la giunta comunale hanno sede a Bocoyna. Come nella maggior parte dei comuni del Messico, il sindaco e la giunta comunale vengono eletti ogni tre anni.

## Clima
L'elevata altitudine di Creel le conferisce un clima fresco e subtropicale dell'altopiano, caratterizzato da giornate miti e notti fredde con gelate che si verificano quasi tutte le mattine da ottobre ad aprile, con temperature che possono scendere anche a -10°, anche se le temperature diurne in quei mesi rimangono confortevoli. Le precipitazioni durante l'inverno non sono infrequenti, le nevicate sono particolarmente comuni, anche se si verificano in media solo quattro giorni all'anno, (più frequentemente sulle cime delle montagne vicine).
| Mesi                         | Gen.  | Feb.  | Mar.  | Apr.  | Mag. | Giu. | lug.  | Ago.  | Set.  | Ott. | Nov.  | Dic.  | Annuale |
| ---------------------------- | ----- | ----- | ----- | ----- | ---- | ---- | ----- | ----- | ----- | ---- | ----- | ----- | ------- |
| Temperatura massima (°C)     | 24.5  | 26.0  | 26.5  | 31.0  | 37.0 | 35.0 | 34.0  | 32.0  | 30.0  | 30.0 | 29.0  | 29.0  | 35      |
| Temp. massima media (°C)     | 13.   | 15.2  | 17.0  | 21.0  | 24.0 | 26.9 | 24.4  | 24.1  | 23.2  | 21.1 | 18.0  | 14.8  | 20.3    |
| Temperatura media (°C)       | 4.2   | 5.3   | 7.3   | 10.2  | 13.4 | 17.2 | 17.3  | 17.0  | 15.5  | 11.5 | 8.0   | 5.2   | 11      |
| Temp. mínima media (°C)      | -5.2  | -4.6  | -3.1  | -0.5  | 2.8  | 7.5  | 10.2  | 9.9   | 7.7   | 1.8  | -2.1  | -4.3  | 1.7     |
| Temperatura mínima (°C)      | -16.0 | -18.0 | -13.5 | -11.0 | -6.0 | -0.5 | 1.0   | 3.0   | -1.0  | -6.0 | -12.0 | -16.5 | -18.0   |
| Precipitazioni totale (mm)   | 44.3  | 36.6  | 19.4  | 14.4  | 16.0 | 74.3 | 166.1 | 144.4 | 107.3 | 47.9 | 38.6  | 66.1  | 775.4   |
| Giorni di pioggia (≥ 0.5 mm) | 5.3   | 3.7   | 2.2   | 2.1   | 2.2  | 9.3  | 19.5  | 17.3  | 11.7  | 4.1  | 4.0   | 5.7   | 87.1    |
| Giorni di neve (≥ 0.5 cm)    | 1.38  | 0.61  | 0.72  | 0.08  | 0    | 0    | 0     | 0     | 0     | 0    | 0.42  | 0.70  | 3.9     |

## Demografia
Creel ha una popolazione di circa 5450 abitanti, dall'inizio degli anni 2000, la sua popolazione è andata aumentando per vai dell'arrivo dei turisti, in particolare nel mesi di Maggio-Agosto e Novembre-Febbraio. Creel ha la seconda concentrazione di popolazione del Comune di Bocoyna, dopo San Juanito, ha una popolazione totale di 5338 abitanti secondo i risultati del conteggio della popolazione e delle abitazioni del 2005 effettuato dall'Istituto Nazionale di Statistica e Geografia, (INEGI), di questo totale 2577 uomini e 2761 donne.

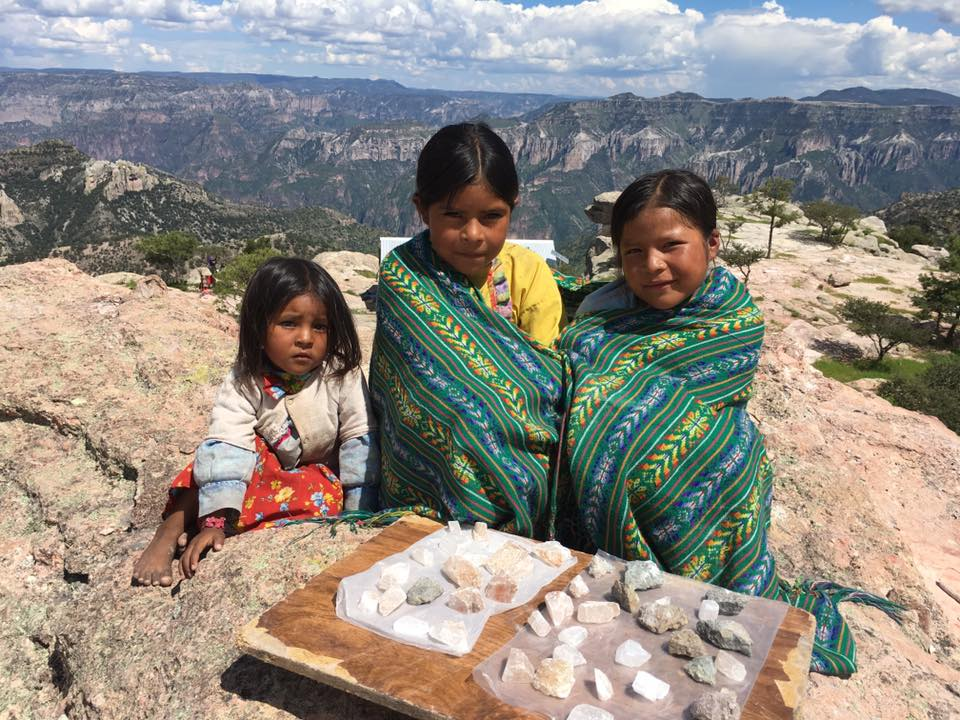
Bambini Tarahumara alla Barranca del Cobre

| TOTALE MUNICIPIO DI BOCOYNA                     | TOTALE MUNICIPIO DI BOCOYNA                     |      | CREEL       | CREEL |
| LOCALITA' PRINCIPALI                            | ABITANTI MUNICIPIO                              | Anno | Popolazione |       |
| San Juanito                                     | 10 535                                          | 1921 | 405         |       |
| Creel                                           | 5 338                                           | 1930 | 561         |       |
| Sisoguichi                                      | 1 097                                           | 1940 | 387         |       |
| Bocoyna (capoluogo)                             | 796                                             | 1950 | 831         |       |
| Sojahuachi                                      | 377                                             | 1960 | 1500        |       |
| Rochivo                                         | 330                                             | 1970 | 2449        |       |
| Panalachi                                       | 312                                             | 1980 | 2188        |       |
| Repechique                                      | 60                                              | 1990 | 3063        |       |
| Awatos                                          | 43                                              | 1995 | 3904        |       |
| San Elías                                       | 12                                              | 2000 | 4613        |       |
| Totale Municipio di Bocoyna                     | 23 350*                                         | 2005 | 5338        |       |
| *include altre località con meno di 10 abitanti | *include altre località con meno di 10 abitanti | 2010 | 5126        |       |

## Popolazione Tarahumara (Rarámuri)
| Lo stesso argomento in dettaglio: I Tarahumara Rarámuri |
| ------------------------------------------------------- |

I Tarahumara si chiamano originariamente Rarámuri, che significa corridori a piedi; nasce dalle radici: rara (piede) e muri (correre). Per loro è sinonimo di persone o esseri umani. Abitano la parte della Sierra Madre Occidentale che attraversa lo stato di Chihuahua e il sud-ovest di Durango e Sonora. Condividono questo territorio con i Tepehuanes, i Pimas, e i Guarojíos. Dei gruppi originari della regione, è il più numeroso e abita uno spazio più ampio rispetto agli altri, motivo per cui il suo territorio è chiamato anche Sierra Tarahumara. Si stima che la popolazione dei Tarahumara si aggiri fra i 50.000 e i 70.000 individui. La maggior parte ha ancora uno stile di vita tradizionale: vivono in ripari naturali come le grotte fra le montagne o in piccole capanne di legno o di pietra. L'agricoltura è basata sul mais e sui fagioli. Praticato è anche l'allevamento e molti Tarahumara sono transumanti. Il linguaggio Tarahumara è della famiglia uto-azteca. Benché in declino a causa dell'invadenza dello spagnolo, è ancora ampiamente parlato dai Tarahumara.

## Festività
- La Settimana Santa è una festa in cui i Tarahumara rompono con le tradizionali festività messicane.
- Festa patronale di San Ignacio de Loyola, si svolge il 31 luglio ad Arareko, secondo le radici Rarámuri.
- Festa patronale di Cristo Re, si celebra alla fine di novembre a Creel.
- Festa di Nostra Signora di Guadalupe, si celebra il 12 dicembre con celebrazioni colorate, e secondo le tradizioni Tarahumara.

## Turismo
Creel è il principale punto di partenza per conoscere le attrazioni della Sierra Tarahumara, (Barranca del Cobre), la stazione di Creel, del treno turistico "Chepe" che va da Chihuahua al Pacifico, si trova a poche centinaia di metri dalla piazza centrale della città. oltre ai viaggi in treno, è possibile effettuare escursioni, pratiche sportive, come il ciclismo o l'escursionismo. Vi sono anche le seguenti attrattive:
IN CITTA':

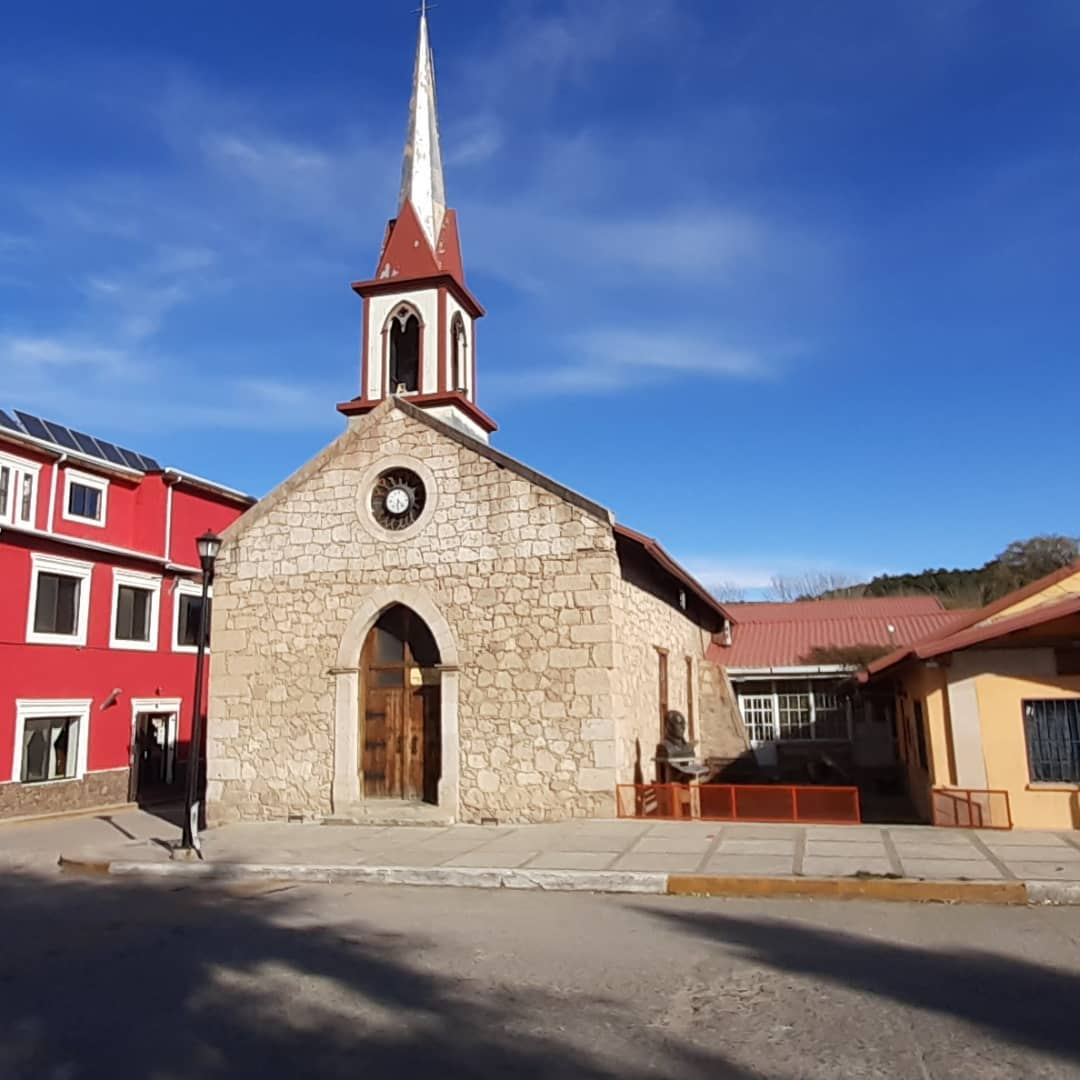
Chiesa del Cristo Re

- Museo di San Ignacio de Loyola o Museo di Arte Sacra
- Parroquia de Nuestra Señora de Lourdes
- Chiesa del Cristo Re
- Monumento a Luis G. Verplancken Aldayturriaga
- Monumento a Enrique C. Creel sulla piazza principale
- Presidencia Seccional Municipal di Creel
- Museo Tarahumara di Arte Popolare (ricavato in quella che un tempo era la vecchia stazione ferroviaria)
- Stazione ferroviaria
- Piazza principale ha un chiosco al centro

FUORI DAL CENTRO:
- Lago Arareko

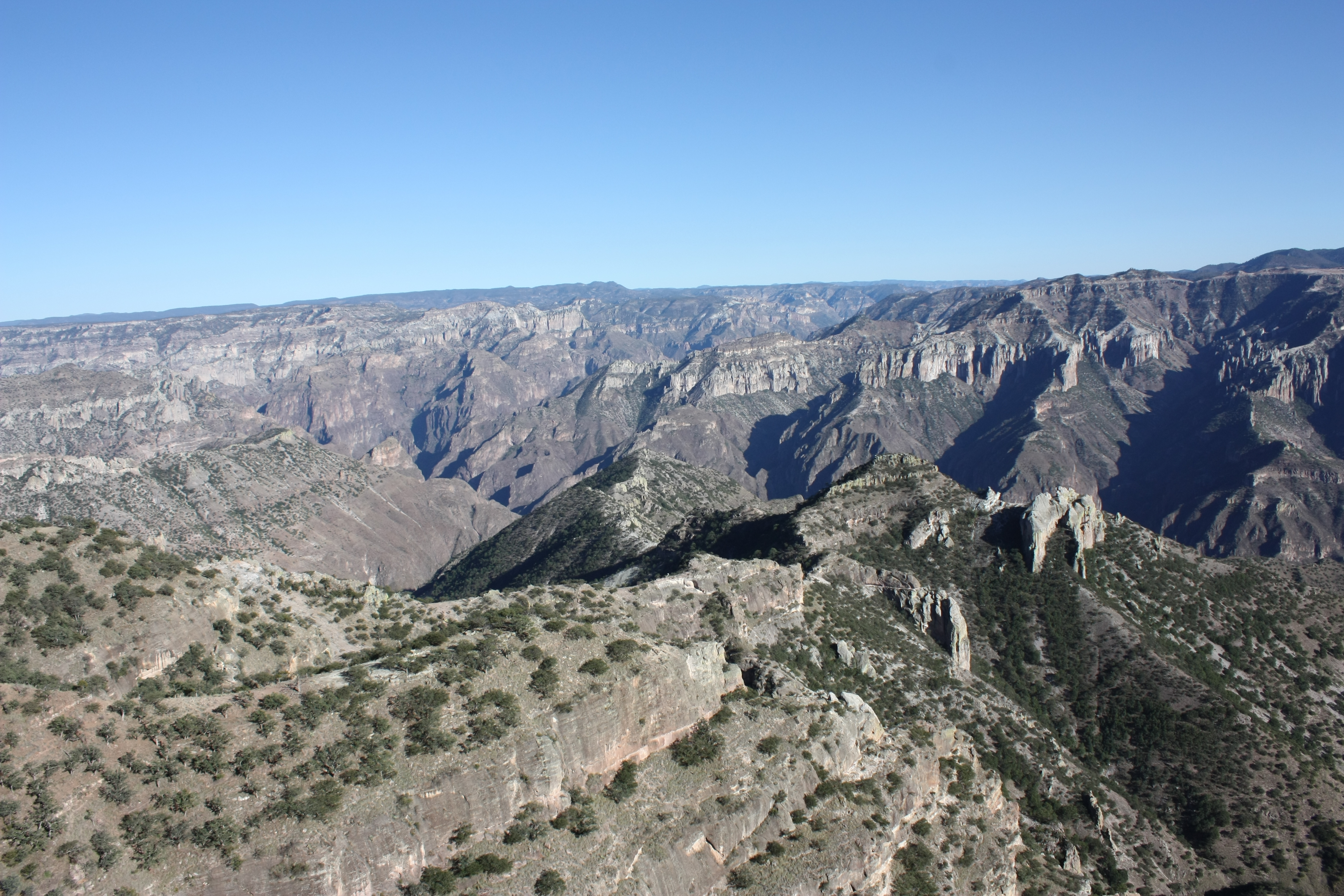
Canyon del Rame (Barranca del Cobre)

- Missione di San Ignacio de Arareko
- Copper Canyon (parco divertimenti)
- Cascata del Cusárare
- Sorgenti termali di Recowata
- Cascata di Basaseachi
- Canyon del rame (Barranca del Cobre-El Divisadero)
- Valle dei Funghi
- Valle delle Rane
- Valle dei Monaci

Con l'arrivo del turismo la ricettività alberghiera si è moltiplicata e sono presenti alberghi di tutte la fasce di prezzi, anche i servizi sono aumentati in quantità, come i ristoranti, caffetterie, supermercati e operatori turistici.

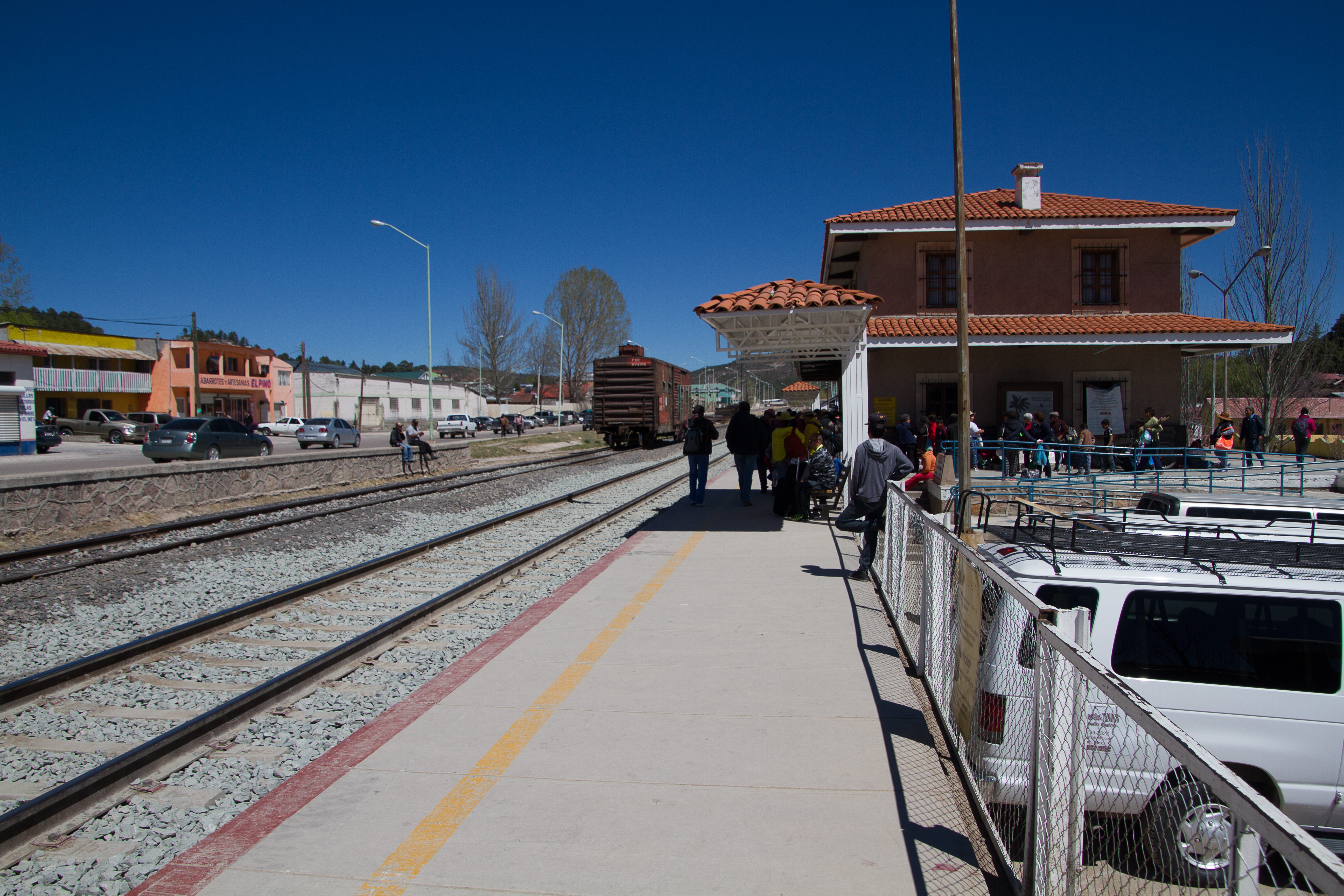
Stazione di Creel

## Trasporti
Autobus: Due linee di autobus fanno servizi giornalieri con partenze circa ogni ora nell'arco della giornata con destinazione Chihuahua, Divisadero, San Rafael, Cuahutemoc e La Junta, (dove è possibile prendere coincidenze per Madera), e una volta al giorno per Batopilas.
Strade federali: La strada Creel-Batopilas, collega le rispettive località, la strada che attraversa Creel è la San Rafael-La Junta, che diventa federale 16 e prosegue fino a Chihuahua.
Treno: La stazione di Creel fa parte della ferrovia Chihuahua al Pacífico, (Chepe), va dalla città di Chihuahua a Los Mochis con quattro treni passeggeri settimanali, due su tutta la tratta, con un servizio di 1ª e 2ª classe e con una classe più economica riservata ai Tarahumara, e due limitati alla tratta Creel-Los Mochis, che viene effettuato con un treno di lusso, usato più che altro da ricchi turisti. Chepe Express  Sito Web.
Aereo: L'Aeropuerto Regional Barrancas del Cobre, inaugurato il 31 gennaio 2024 dista poco più di 6 kilometri da Creel, ma al momento ha solo voli regionali per Chihuahua tipo aerotaxi. L'altro aeroporto è l'Aeroporto internazionale General Roberto Fierro Villalobos di Chihuahua che dista 275 kilometri.